# Arturo Coddou
Arturo Coddou (14 de janeiro de 1905 - 31 de dezembro de 1954) foi um futebolista chileno. Ele competiu na Copa do Mundo de 1930, sediada no Uruguai.